# Padang Garugur Tonga
Padang Garugur Tonga is een bestuurslaag in het regentschap Padang Lawas van de provincie Noord-Sumatra, Indonesië. Padang Garugur Tonga telt 219 inwoners (volkstelling 2010).